# Руперт Ґрейвз
Руперт Ґрейвз (англ. Rupert Graves, нар. 30 червня 1963) — англійський актор кіно, телебачення і театру. Він відомий завдяки його раннім ролям у фільмах Кімната з видом та Моріс, а також завдяки свіжій роботі — ролі інспектора Лестрейда у серіалі Шерлок.

## Життєпис
Ґрейвз народився у місті Вестон-супер-Мейр у графстві Сомерсет, Англія, у сім'ї Мері Робертс та Річарда Гардінґа Ґрейвза. Мати була туристичним агентом, а батько — учителем музики.
Ґрейвз здобув освіту у місцевій школі, яку залишив у 15 років.

## Кар'єра
Першою роботою Ґрейвза після завершення школи стала робота клоуном у цирку. Він знявся у більше ніж 25 фільмах та 35 телевізійних проєктах. Крім того, він грав у театрі. Протягом своєї кар'єри він грав разом із акторкою Геленою Бонем Картер чотири рази: у фільмах Кімната з видом, Моріс, Там, де янголи бояться з'явитися та Комедія месників.
Наприкінці 80-х та в 90-х він виконав ролі у фільмах Жменя праху, Дівчата окремо та Інтимні стосунки. За роль у фільмі Інтимні стосунки він здобув премію Найкращого актора на кінофестивалі у Монреалі.
У 2002 році він виконав роль Джолеона Форсайта молодшого в екранізації роману «Сага про Форсайтів».

## Фільмографія
| Рік    | Фільм                                      | Роль                                | Примітки                                   |
| ------ | ------------------------------------------ | ----------------------------------- | ------------------------------------------ |
| 1978   | Повернення Святого                         | Префект                             | 1 епізод                                   |
| 1979   | Чудова п'ятірка                            | Єн                                  | 2 епізоди                                  |
| 1981   | Vice Versa                                 | Тіппінґ                             | 6 епізодів                                 |
| 1982   | Усе заради кохання                         |                                     | 1 епізод                                   |
| 1983   | Свята Урсула в небезпеці                   | Тедді                               |                                            |
| 1983   | Переможці і невдахи                        | Ґезрі                               |                                            |
| 1984   | Пуччіні                                    | Тоніо                               |                                            |
| 1985   | Кімната з видом                            | Фредді Ганічарч                     |                                            |
| 1987   | Моріс                                      | Алек Скуддер                        |                                            |
| 1987   | Воєнні успіхи                              | Саймон Булдерстоун                  | 3 епізоди                                  |
| 1988   | Жменя праху                                | Джон Бівер                          |                                            |
| 1990   | Змова проти Гітлера                        | Алекс фон дем Буше                  |                                            |
| 1990   | Діти                                       | Джеральд Ормерод                    |                                            |
| 1991   | Особиста справа                            | Мільтон                             |                                            |
| 1991   | Там, де янголи бояться з'явитися           | Філіп Геррітон                      |                                            |
| 1992   | Рятівна пустеля                            | Герман Корн                         |                                            |
| 1992   | Інспектор Морс                             | Біллі                               | 1 епізод                                   |
| 1992   | Збиток                                     | Мартін Флемінг                      |                                            |
| 1993   | Дубль перший                               | Нейл                                | 1 епізод                                   |
| 1994   | Зброя судного дня                          | Джонс                               |                                            |
| 1994   | Відкрити вогонь                            | Девід Мартін                        |                                            |
| 1994   | Божевілля короля Георга                    | Ґревілль                            |                                            |
| 1995   | Гаррі                                      | Домінік Кольє                       | 1 епізод                                   |
| 1996   | 1914-1918                                  |                                     | 3 епізоди                                  |
| 1996   | Спокійний сон                              | Алан Террі                          |                                            |
| 1996   | Інтимні стосунки                           | Гарольд Ґаппі                       | Кінофестиваль у Монреалі — Найкращий актор |
| 1996   | Дівчата окремо                             | Пол Прентіс                         |                                            |
| 1996   | Незнайомка із Вайлдфел-Голлу               | Артур Гантінґдон                    | 3 епізоди                                  |
| 1997   | Схильність                                 | Officer on train                    |                                            |
| 1997   | Місіс Делловей                             | Воррен Сміт                         |                                            |
| 1998   | Стрибок солдата                            | Крістіан                            | Короткометражка                            |
| 1998   | Комедія месників                           | Олівер Найтлі                       |                                            |
| 1999   | Білява бомба                               | Денніс Гамільтон                    |                                            |
| 1999   | Клеопатра                                  | Октавіан Август                     |                                            |
| 1999   | Vsichni moji blízcí                        | Ніколас Вінтон                      |                                            |
| 1999   | Мрія Джозефа Ліса                          | Джозеф Ліс                          |                                            |
| 2000   | Кімната в оренду                           | Марк                                |                                            |
| 2000   | Дівчинка, як ти                            | Патрік Стендіш                      | ТВ-фільм                                   |
| 2002   | Сага про Форсайтів                         | Джолеон Форсайт молодший            |                                            |
| 2002   | Екстремали                                 | Джеффрі                             |                                            |
| 2003   | Сага про Форсайтів                         | Джолеон Форсайт молодший            | 4 епізоди                                  |
| 2003   | Останній король                            | Джордж Вільєрс, 2-й герцог Бекінгем | 4 епізоди                                  |
| 2004   | Прайд                                      | Лінус                               | Голос                                      |
| 2005   | Нікчемна історія                           | Едді Тейлор                         |                                            |
| 2005   | Шпигуни                                    | Вільям Сампсон                      | 1 епізод                                   |
| 2005   | Рештки сорому                              | Вільям Шекспір                      |                                            |
| 2006   | Син дракона                                | Лорд Півночі                        |                                            |
| 2006   | V означає Вендетта                         | Домінік                             |                                            |
| 2007   | Бути першим                                | Крістіан Бернард                    |                                            |
| 2007   | Смерть на похороні                         | Роберт                              |                                            |
| 2007   | Станція Clapham Junction                   | Робін Кейп                          |                                            |
| 2007   | Вторгнення                                 | Марк                                |                                            |
| 2007   | Зал очікування                             | Джордж                              |                                            |
| 2007   | The Dinner Party                           | Роджер                              |                                            |
| 2008   | Прах до праху                              | Денні Мур                           | 1 епізод                                   |
| 2008   | Воскешаючи мертвих                         | Джон Гаррет                         | 2 епізоди                                  |
| 2008   | Опівнічна людина                           | Деніел Косґрейв                     | 3 епізоди                                  |
| 2008   | Суд над Богом                              | Мордехай                            |                                            |
| 2008   | Міс Марпл Агати Крісті: Кишеня, повна жита | Ланс Фортеск'ю                      |                                            |
| 2009   | Хороші часи вбивають мене                  | Лексі                               |                                            |
| 2009   | Закон Ґерроу                               | Артур Гілл                          | 11 епізодів                                |
| 2010   | Воландер                                   | Альфред Гардерберґ                  | 1 епізод                                   |
| 2010   | Льюїс                                      | Алек Пікман                         | 1 епізод                                   |
| 2010   | Виготовлено у Даґенхемі                    | Пітер Гопкінс                       |                                            |
| 2010   | Закон і Порядок: Велика Британія           | Джон Сміт                           | 1 епізод                                   |
| 2010   | Батько-одинак                              | Стюарт                              | 3 епізоди                                  |
| 2010   | Нові трюки                                 | Едріан Левен                        | 1 епізод                                   |
| з 2010 | Шерлок                                     | інспектор Лестрейд                  | 10 епізодів                                |
| 2011   | З урахуванням регістру                     | Марк Брезерік                       | 2 епізоди                                  |
| 2011   | Скотт та Бейлі                             | Нік Саваж                           | 5 епізодів                                 |
| 2012   | Путін, Росія та Захід                      | Диктор                              | 4 епізоди                                  |
| 2012   | Терор на морі                              | Диктор                              |                                            |
| 2012   | Полювання на Бен Ладена                    | Диктор                              |                                            |
| 2012   | Швидкі дівчата                             | Девід Темпл                         |                                            |
| 2012   | Доктор Хто                                 | Ріддел                              | 1 епізод                                   |
| 2012   | Державна таємниця                          | Фелікс Дюррел                       | 4 епізоди                                  |

## Театральні роботи
Окрім роботи в кіно, Ґрейвз також бере участь у театральних постановках, у тому числі грав на Бродвеї у спектаклях Ближче (2000) та Людина-слон (2002).